# Sara El Bekri
Saral El Bekri (em árabe: سارة البكري; Casablanca, 2 de julho de 1987) é uma nadadora marroquina. Ela participou dos Jogos Olímpicos de 2008, nas provas dos 100 metros peito e dos 200 metros peito, terminando em 19º e 28º respectivamente, e dos Jogos Olímpicos de 2012, nas provas dos 100 m peito, dos 200 metros peito e dos 400 metros medley, terminando em 18º, 11º e 32º lugares respectivamente.